# The Compound of Alchemy
The Compound of Alchemy (moderne spelling; archaïsch: alchymy) is een alchemistische tekst van George Ripley uit 1471 waarin beschreven wordt hoe de steen der wijzen vervaardigd moet worden. Dit sterk metaforische traktaat heeft de vorm van een gedicht en is geschreven in het Middelengels. Het was opgedragen aan de Engelse koning Eduard IV. De tekst was populair en circuleerde als handschrift gedurende de vroegmoderne tijd. De eerste editie verscheen in 1591 door Raph Rabbards en werd gedrukt door Thomas Orwin te Londen.
In redelijk typerende alchemistische terminologie beschrijft Ripley in dit werk hoe de steen der wijzen vervaardigd moet worden. Dit doet hij aan de hand van twaalf hoofdstukken, die elk een fase van het Grote Werk behandelen.
Een editie van de gedrukte tekst verscheen in 2001.